# Rogun
Rogun är en kraftverksdamm och ett vattenkraftverk som byggs i floden Vachsj i södra  Tadzjikistan på gränsen mot Uzbekistan.
Dämningen i Rogun, som med en höjd på 335 meter kommer att bli världens högsta, dämmer upp floden Vachsj. Det finns fem kraftverk i floden och Rogun blir det sjätte och största med en planerad effekt på 3 600 MW.
Fyllningsdammen, som har en kärna av betong, började byggas år 1976, men efter Sovjetunionens upplösning stoppades projektet. Dämningen som då var cirka 61 meter hög förstördes av en översvämning år 1993.
Byggprojektet startade igen år 2016 och beräknas vara klart år 2028. Den första turbinen togs i drift år 2018, när dämningen hade nått 75 meters höjd, och den andra året efter.
Dammen skall också användas för bevattning av omkring 300 000 hektar jordbruksmark.